# Belihuloya
Belihuloya es un pueblo en el distrito de Ratnapura, provincia de Sabaragamuwa de Sri Lanka. Está aproximadamente a 150 kilómetros (93 millas) al sureste de Colombo y está situado a una altitud de 616 metros (2021 pies) sobre el nivel del mar. Esta ubicación en la ladera es un área climáticamente transitoria, que une las zonas secas y húmedas y las colinas y la zona baja del país. Belihuloya, se deriva del Belih Oya ("Oya" es la palabra cingalesa para río), que atraviesa de la zona.

## Transporte
Está ubicado en la B339 (carretera Olugantota-Pinnawala-Bogawantalawa).

## Atracciones naturales
El área alrededor de Belihuloya contiene una serie de cascadas, que incluyen:
- Pahanthuda Ella (también conocida como Galagama Ella) - La base de esta cascada de 4.6 metros (15 pies) tiene la forma de una lámpara de aceite. El nombre Pahanthuda se deriva de la palabra cingalesa "pahana" que significa lámpara. Se encuentra a aproximadamente 1,5 kilómetros (0,93 mi) de Belihuloya.
- Bambarakanda Ella (también conocida como Bambarakele Ella): la cascada más alta de Sri Lanka, mide 263 m (863 pies) de altura y ocupa el lugar 299 entre las cascadas más altas del mundo. Se encuentra aproximadamente a 18 kilómetros (11 millas) de Belihuloya.[3]
- Surathalee Ella - No es en realidad una cascada sino un deslizamiento de agua. El agua se desliza a lo largo de una pared de roca en la ladera oriental del Monte Ellamana durante aproximadamente 20 metros (66 pies), formando este deslizamiento de agua. Se encuentra a 8 kilómetros (5.0 millas) de Belihuloya.
- Las cataratas de Brampton - El afluente del Weli Oya fluye por las laderas orientales del Monte Papulagala (1530m) formando varias cascadas entre los árboles del bosque monzónico circundante. Esta catarata tiene aproximadamente 6 metros (20 pies) de altura y se encuentra entre varias otras caídas más pequeñas. Se encuentra a unos 10 kilómetros (6,2 millas) de Belihuloya.
- Papulagala Ella - Situada en la propiedad de Brampton (plantación de té) en las laderas del monte Papulagala. Durante las lluvias, un arroyo forma esta cascada, que tiene unos 30 metros (98 pies) de altura. Se encuentra a 5 kilómetros (3,1 millas) al este de Belihuoya en Lower Hiralouvah

## Atracciones artificiales
- La represa Samanala forma parte del segundo plan hidroeléctrico más grande de Sri Lanka y genera 405 GWh de energía al año. La presa se encuentra a 9,4 kilómetros (5,8 millas) al sur de Belihuloya..

## Educación
La Universidad de Sabaragamuwa de Sri Lanka (SUSL) se encuentra a 500 metros de Pambahinna Junction, en la autopista A4 que atraviesa Belihuloya. Administrativamente, SUSL pertenece a la Secretaría de División de Imbulpe y al Distrito de Rathnapura en la Provincia de Sabaragamuwa.